# Zdzisław Filipkiewicz

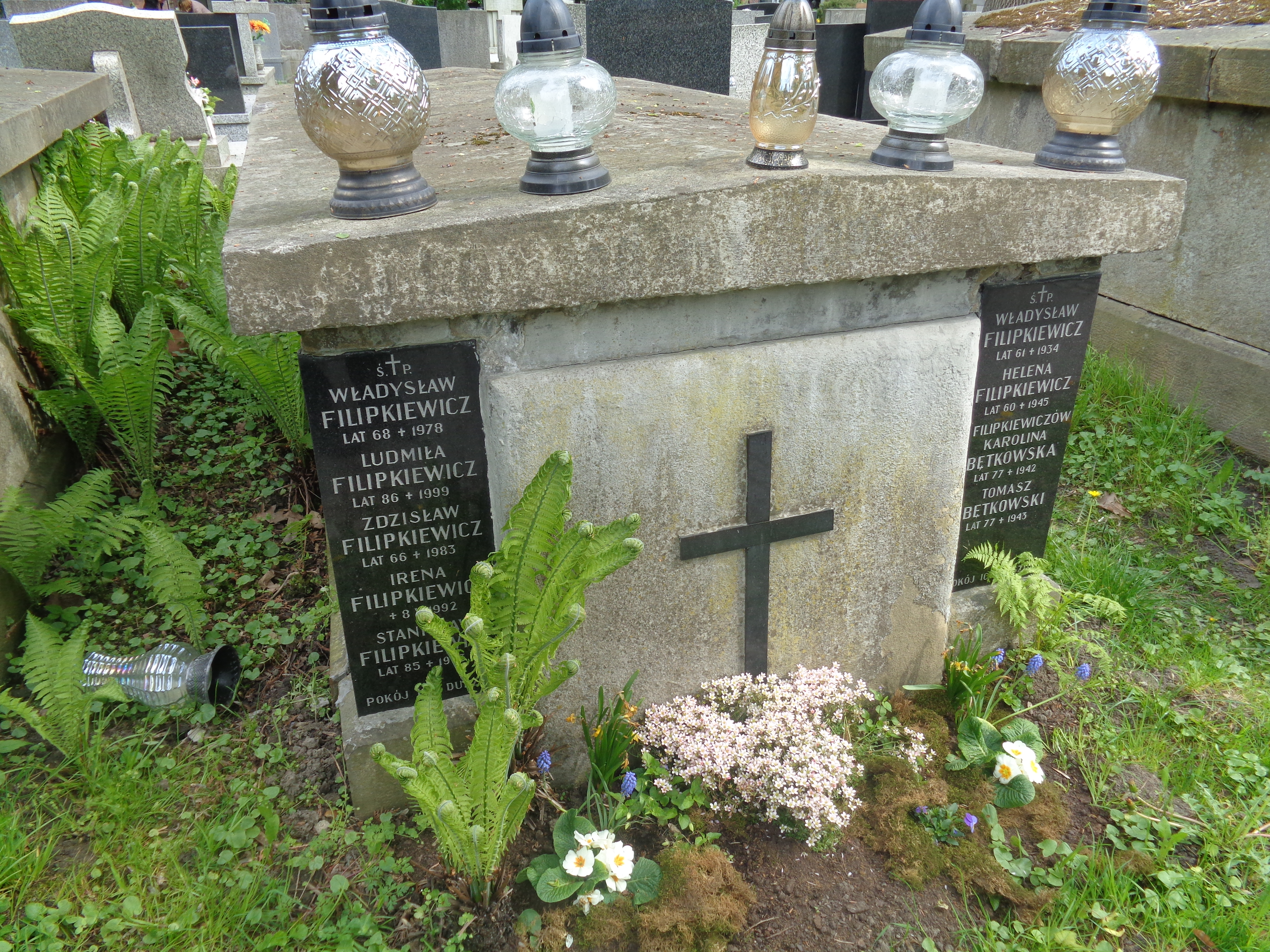
Grób Zdzisława Filipkiewicza na cmentarzu Rakowickim w Krakowie

Zdzisław Henryk Filipkiewicz (ur. 21 czerwca 1916 w Krakowie, zm. 27 kwietnia 1983 tamże) – polski koszykarz, piłkarz ręczny.
Reprezentant Polski podczas olimpiady w Berlinie 1936, kiedy Polska zajęła 4 miejsce.

## Życiorys
Urodził się  21 czerwca 1916 w Krakowie jako syn Władysława i Heleny. Koszykówkę zaczął uprawiać na początku lat trzydziestych w Cracovii. Był pięciokrotnym brązowym medalistą mistrzostw Polski w 1931, 1932, 1934, 1935, 1937. W latach 1934–1939 był wielokrotnym reprezentantem kraju. W 1936 na igrzyskach olimpijskich w Berlinie zajął 4 miejsce z reprezentacją Polski. Podczas II wojny światowej przebywał w Krakowie. W 1940 był uczestnikiem konspiracyjnego turnieju z udziałem Cracovii, Modrzejówki i Wisły. W listopadzie 1945 został przewodniczącym Międzyzakładowej Komisji Porozumiewawczej.
Koszykarz Cracovii, mistrz Polski w jej barwach (1938), 9-krotny reprezentant kraju w meczach międzypaństwowych (1936–1937) i 1-krotny w piłce ręcznej (1938).
Także jej trener, działacz sportowy, członek Rady Seniorów KS Cracovia (odznaczony Złotym Krzyżem Zasługi).
Zmarł 27 kwietnia 1983 w Krakowie. Jest pochowany na cmentarzu Rakowickim.
Żonaty, miał syna.